# Маріза
Маріса душ Рейш Нуніш (порт. Marisa dos Reis Nunes, *16 грудня 1973, Лоренсу Маркіш (зараз Мапуту), на півдні Мозамбіку, на той час Східноафриканська Португальська Провінція Мозамбік), відома як Марі́за (порт. Mariza) — португальська співачка фаду, авторка пісень та музикантка.

## Біографія
Народилася у родині португальця і наполовину африканки. У 3 роки з батьками переїхала до Португалії, у Лісабон в історичні квартали Мурарія та Алфана. Уже з раннього віку почала співати в різних жанрах: госпел, соул, джаз. Батько Марізи настійно рекомендував їй співати у жанрі фаду, оскільки розумів, що саме в цьому жанрі можна досягнути більшого визнання в португальському суспільстві. Пізніше Маріза сказала: «Я зростала в Лісабоні в типовому оточенні й завжди співала фаду. Я знаю, що таке фаду — саме завдяки фаду я розумію себе саму».
Мозамбіканка, виросла в старому районі Мурарія Лісабону, де вона вперше почула співаків фаду. Маріза дбайливо зберігає численні спогади, що зберігаються в глибині її пам'яті, та переносить їх у свою музику.
В тому, що Маріза віддає данину у своєму альбомі «Transparente» таким визнаним виконавцям фаду, як Фернандо Маурісіо та Амалія Родрігіш, немає нічого дивного, оскільки на музиці цих виконавців вона сформувалася як фаду-виконавиця. І хоча Маріза постійно експериментує з різними жанрами, вона залишається щиро відданою саме фаду.

## Кар'єра
Її перший альбом під назвою «Fado em mim» («Фаду в мені»), який було видано 2001 року, викликав справжній фурор у Португалії та просунув Марізу на міжнародну сцену. Заголовки періодичних видань тоді рясніли написами: «Народження нової зірки», «Сенсація у світі музики» тощо.
2002 року вона отримала Першу премію за Найвидатніший Виступ (англ. First Award for Most Outstanding Performance) на Літньому Фестивалі у Квебеку. Далі виступи в Центральному Парку в Нью-Йорку, в легендарному Hollywood Bowl у Каліфорнії, на Womad Festival та в Purcell Room у Лондоні.
У березні 2003 року радіо BBC нагородило її званням найкращий європейський виконавець (англ. Best European World Music Artist Award), яке Маріза повторно візьме 2005 та 2006 років.
Її другий альбом «Fado Curvo» («Криве фаду» — назва, яка вказує на те, що фаду, як і доля, не є прямою лінією) побачив світ цього ж року й виправдав усі надії, які були покладені на молоду співачку. За обсягами продажів Маріза перевершила всіх сучасних виконавців фаду у 6 разів і як результат —  платівка стає 4 рази платиновою. Відтак співачка розпочинає гастрольний тур по Європі та Північній Америці, дає повні концерти в лондонському Queen Elizabeth Hall, Alte Oper у Франкфурті, Культурному Центрі Belém в Лісабоні та в Théâtre de la Ville у Парижі.

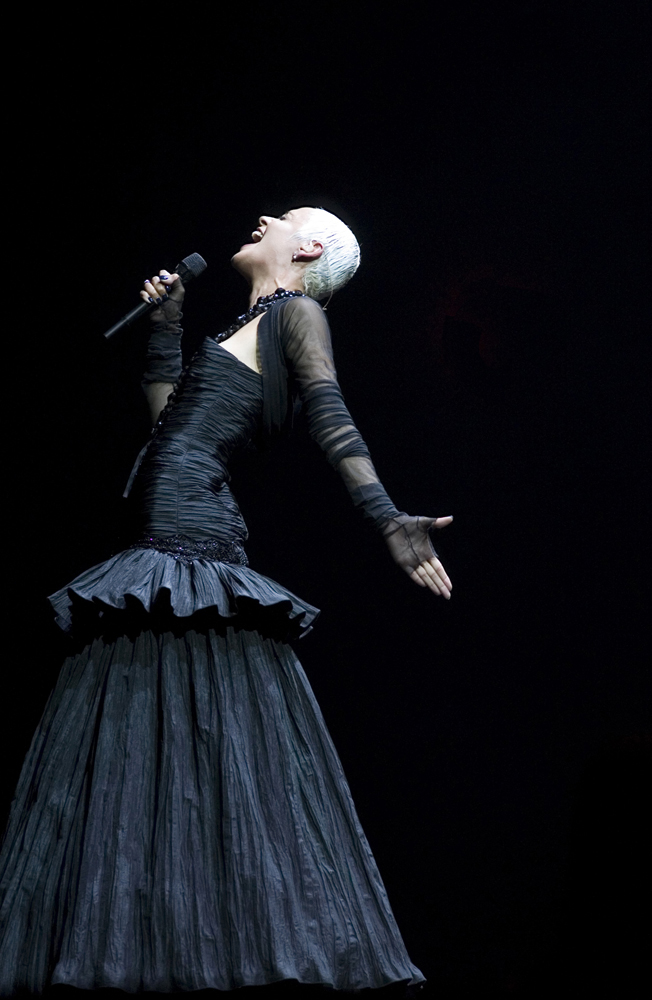
Маріза на концерті в Атлантичному Павільйоні, Лісабон

2004 року Маріза виконує композицію A Thousand Years у дуеті зі Стінгом, що входить до офіційного альбому Олімпійських ігор 2004 «Unity». Цього ж року отримує нагороду премія European Border Breakers Award. Дає концерти на чотирьох континентах у найпрестижніших залах: Carnegie Hall у Нью-Йорку, Сіднейська опера (Opera House), Будинок Музики в Москві, Barbican Centre у Лондоні тощо.
Третій альбом «Transparente» («Прозорий») виходить 2005 в 35 країнах Європи, Латинської Америки та в Сполучених Штатах й стає поворотним моментом у творчому житті співачки. Її пристрасть до цієї музики залишається незмінною, кожне слово Маріза ніби пропускає через власні емоції й надає їм власної інтерпретації.
У липні 2005 її запрошують узяти участь у проєкті «Live 8» під гаслом «Africa Calling» (Африка кличе) разом з такими артистами, як Peter Gabriel, Youssou N'Dour та Angélique Kidjo. Достатньо зворушлива подія для Марізи, яка народилася в Мозамбік, що в Південно-Східній Африці.
Цього ж року Маріза дає незабутній концерт у Лісабоні разом з місцевим оркестром «Sinfonietta» перед більш ніж 20 000 аудиторією. Незабаром була названа Послом доброї волі ЮНІСЕФ від Португалії й узяла на себе зобов'язання заохочувати та захищати всі ініціативи ЮНІСЕФ.
У лютому 2006 року Президент Португальської Республіки відзначив Марізу престижним титулом «Comenda da Ordem do Infante D. Henrique», яким нагороджують осіб, що зробили свій вклад у розширення культури, історії та цінностей Португалії у світі. Також нагороджена в Португалії «Золотим глобусом» («Golden Globe Award») у категорії Найкращий виконавець року, альбом «Transparente». В Австралії була номінована «2006 Helpmann Awards» у категорії Найкращий міжнародний сучасний концерт.
2008 вийшов у світ четвертий студійний альбом «Terra», у якому окрім традиційного фаду помітні елементи джазу, фламенко, а також латиноамериканських та африканських ритмів. Цей альбом відзначили нагородою [[Латиноамериканське Ґреммі]] як Найкращий етнічний альбом англ. Best Folk Album.
2010 Маріза випускає альбом «Fado Tradicional», у якому повертається до джерел фаду в характерному для неї унікальному стилі.

## Участь в інших проєктах
- Маріза співала національний гімн Португалії (A Portuguesa) під час святкування річниці Революції Гвоздик 2004 року, а також на Чемпіонаті Світу з футболу 2002 року в Кореї.
- Дует зі Стінгом «A thousand years» в офіційному альбомі Олімпійських ігор в Атенах 2004 року.
- Брала участь у телевізійному шоу «Later» з Джулз Голланд (Jools Holland) на каналі BBC.

## Дискографія
CD

- Fado em Mim (2002) — стає 6 разів платиновим.
- Fado Curvo (2003) — стає чотирикратним платиновим.
- Transparente (2005) — тричі платиновий.
- Concerto em Lisboa (2006) (аудіоверсія DVD).
- Terra (2008) — тричі платиновий.
- Fado Tradicional (2010) — платиновий.
- Best of (Mariza) (2014).
- Mundo (2015).

DVD

- Mariza & Duarte: Fado Today — «Immortal» (2004)
- Live In London — «Virgin» (2004)
- Concerto em Lisboa — «Virgin» (2006)
- Terra em Concerto — «World Connection» (2009)